# Zesdaagse van Keulen
De Zesdaagse van Keulen was een jaarlijkse wielerwedstrijd die voor het laatst in het jaar 1998 werd gehouden en waarvan de historie teruggaat tot het jaar 1928. 
De eerste zesdaagse werd in dat jaar gewonnen door het Duitse koppel Victor Rausch en Gottfried Hürtgen. De serie zesdaagsen is in de jaren 1934 tot 1959 onderbroken geweest. Deze zesdaagse beleefde in 1998 zijn 46e editie. 
Van deze serie van 46 werden de eerste 6 van 1928 tot 1933 gehouden in de Rheinlandhalle in de stadswijk Ehrenfeld, een houten indoorbaan van 166 m lengte. Vanaf 1959 zijn de 40 andere zesdaagsen gehouden in de Stadthalle, een houten indoorbaan uit 1958 met een lengte van 166 m.
Het record van meeste overwinningen in de zesdaagse van Keulen wordt gehouden door de Duitse renner Albert Fritz met 6 overwinningen. 

## Lijst van winnende koppels van de Zesdaagse van Keulen
| jaar | koppel                                            |
| ---- | ------------------------------------------------- |
| 1998 | Andreas Kappes (Dui) – Adriano Baffi (Ita)        |
| 1997 | Etienne De Wilde (Bel) – Olaf Ludwig (Dui)        |
| 1996 | Andreas Kappes (Dui) – Etienne De Wilde (Bel)     |
| 1995 | Bruno Risi (Zwi) – Kurt Betschart (Zwi)           |
| 1994 | Urs Freuler (Zwi) – Carsten Wolf (Dui)            |
| 1993 | Urs Freuler (Zwi) – Remig Stumpf (Dui)            |
| 1992 | Bruno Holenweger (Zwi) – Remig Stumpf (Dui)       |
| 1991 | Etienne De Wilde (Bel) – Andreas Kappes (Dui)     |
| 1990 | Etienne De Wilde (Bel) – Andreas Kappes (Dui)     |
| 1989 | Danny Clark (Aus) – Tony Doyle (Gbr)              |
| 1988 | Etienne De Wilde (Bel) – Constant Tourne (Bel)    |
| 1987 | René Pijnen (Ned) – Dietrich Thurau (Dui)         |
| 1986 | Roman Hermann (Lie) – Siegmund Hermann (Lie)      |
| 1985 | Danny Clark (Aus) – Dietrich Thurau (Dui)         |
| 1984 | René Pijnen (Ned) – Josef Kristen (Dui)           |
| 1983 | Dietrich Thurau (Dui)– Albert Fritz (Dui)         |
| 1982 | Wilfried Peffgen (Dui) – Albert Fritz (Dui)       |
| 1981 | Patrick Sercu (Bel) – Albert Fritz (Dui)          |
| 1980 | Danny Clark (Aus) – René Pijnen (Ned)             |
| 1979 | Patrick Sercu (Bel) – Gregor Braun (Dui)          |
| 1978 | Wilfried Peffgen (Dui) – Albert Fritz (Dui)       |
| 1977 | René Pijnen (Ned) – Günther Haritz (Dui)          |
| 1976 | Wilfried Peffgen (Dui) – Dieter Kemper (Dui)      |
| 1975 | Wilfried Peffgen (Dui) – Albert Fritz (Dui)       |
| 1974 | Graeme Gilmore (Aus) – Dieter Kemper (Dui)        |
| 1973 | Patrick Sercu (Bel) – Alain Van Lancker (Fra)     |
| 1972 | Sigi Renz (Dui) – Wolfgang Schulze (Dui)          |
| 1971 | Rudi Altig (Dui) – Albert Fritz (Dui)             |
| 1970 | Patrick Sercu (Bel) – Peter Post (Ned)            |
| 1969 | Dieter Kemper (Dui)– Horst Oldenburg (Dui)        |
| 1968 | Rudi Altig (Dui) – Sigi Renz (Dui)                |
| 1967 | Patrick Sercu (Bel) – Klaus Bugdahl (Dui)         |
| 1966 | Rudi Altig (Dui) – Dieter Kemper (Dui)            |
| 1965 | Rudi Altig (Dui) – Sigi Renz (Dui)                |
| 1964 | Peter Post (Ned) – Hans Junkermann (Dui)          |
| 1963 | Peter Post (Ned) – Fritz Pfenninger (Zwi)         |
| 1962 | Rik Van Steenbergen (Bel) – Emile Severeyns (Bel) |
| 1961 | Peter Post (Ned) – Rik Van Looy (Bel)             |
| 1960 | Klaus Bugdahl (Dui) – Hans Junkermann (Dui)       |
| 1959 | Klaus Bugdahl (Dui) – Valentin Petry (Dui)        |
| 1933 | Karl Göbel (Dui) – Adolf Schön (Dui)              |
| 1932 | Emil Richli (Zwi) – Paul Broccardo (Fra)          |
| 1931 | Karl Göbel (Dui) – Adolf Schön (Dui)              |
| 1930 | Victor Rausch (Dui) – Gottfried Hürtgen (Dui)     |
| 1929 | Pierre Goossens (Bel) – Roger Deneef (Bel)        |
| 1928 | Victor Rausch (Dui) – Gottfried Hürtgen (Dui)     |